# Božidar Kantušer
Božidar Kantušer (Bozidar Kantuser) est un compositeur slovène né le 5 décembre 1921 à Pavlovski Vrh et mort à Paris 10e le 9 mai 1999.
Kantušer vécut en France à partir de 1950. Il est l'auteur d'œuvres de musique de chambre et de solos, d'œuvres de musique symphonique, de concertos et de ballets. Il fut le directeur de la Bibliothèque Internationale de Musique Contemporaine (BIMC). Il était marié avec l'artiste peintre américaine Grace Renzi. Kantušer était citoyen slovène et américain.

## Biographie
Božidar Kantušer est né le 5 décembre 1921 à la ferme de Pavlovski Vrh, dans la campagne du nord-est de la Slovénie. Il fut le premier des cinq enfants de Blaž Kantušer et de son épouse Katarina, née Hočevar. Le père, issu d'une famille paysanne des alentours de Celje, et la mère, issue d'une famille de forgerons de Kamnik, étaient tous deux employés à Ljutomer après la Première Guerre mondiale et vécurent à Pavlovski Vrh, non loin de Ljutomer de 1919 à 1929. Le milieu rural, le patrimoine culturel et la nature de sa région natale de Prlekija où il vécut ses sept premières années laissèrent une empreinte sur le compositeur. Les danses de masques d'origine païenne (Kurenti) et les roues de feu de la St Jean (Kresi) dont il fut alors témoin ouvrirent chez l'enfant l'univers fantastique, sujet auquel Kantušer dédia plusieurs œuvres - ainsi le ballet Nuit d'Été qui fait aussi appel à un autre souvenir d'enfance, celui de rythmes particuliers à certains labeurs paysans. 
Kantušer fait sa première année scolaire (1928-29) à Ljutomer au terme de laquelle la famille déménage à Celje d'où le père était originaire et où il endosse un emploi au cadastre. Par ailleurs apiculteur, le père encouragea l'éducation musicale de tous ses enfants et Kantušer apprend le violon (et l'alto) de 1932 à 1940 à l'École de musique de Celje (Glasbena Matica Celje) avec Ivan Karlo Sancin. Sancin sut aussi partager sa connaissance de la lutherie et c'est grâce à lui que Joža, le frère cadet du compositeur deviendra par la suite luthier. L'affinité particulière de Kantušer pour les instruments à cordes naît ainsi de son expérience au sein de l'orchestre de Celje et de la pratique de la musique de chambre. C'est au cours de l'adolescence que se forme en lui le désir de s'exprimer et le besoin d'étudier la composition. Durant la seconde moitié des années 1930, il ira au lycée de Celje et prend aussi part au mouvement laïque scout. Les enfants Kantušer passent souvent les mois d'été au pied des Alpes, à Kamnik d'où était originaire la mère du compositeur. 
En 1941, Kantušer doit fuir l'occupant nazi. Il quitte sa famille à Celje et se rend à Ljubljana pour y terminer le lycée. À Ljubljana, il rencontre le professeur de composition Srečko Koporc dont il commence à suivre l'enseignement. Agitateur, Kantušer sera arrêté par les fascistes en 1942 et déporté dans les camps de concentration pour Slaves, en Italie. À son retour de cet internement en 1943, il faillit succomber au paratyphus, mais il revoit Koporc à Ljubljana. En 1944, Kantušer rejoint les partisans, la résistance organisée par Tito. Après la Libération, il s'installe de nouveau à Ljubljana pour y poursuivre ses études chez Koporc. Sa première œuvre date de 1946, une fugue à deux sujets, à laquelle il ajoute le prélude en 1948. Prélude et Fugue pour piano est la seule œuvre que Kantušer retint dans son catalogue pour cette époque, deux partitions pour orchestre étant introuvables. En 1947 il reçoit un visa pour étudier à Prague, mais il reste à Ljubljana et parachève ses études chez Koporc en 1948, s'opposant ainsi ouvertement à l'académisme de Lucijan Marija Škerjanc. Menant une vie d'étudiant de 1945 à 1950, il côtoie notamment le peintre Karel Zelenko avec lequel il partagera divers logements, mais il vécut aussi chez Koporc. En 1950, il se rend à Paris, muni d'un visa.
Au début des années 1950, il vit à Montparnasse et divers petits emplois se succèdent. Il côtoie le milieu artistique, se liant notamment d'amitié avec les peintres Pranas Gailius, Raphael Kherumian, Veno Pilon et Emil Wachter. En 1952 et 1953, Kantušer suit les classes d'Olivier Messiaen ainsi que celles de Tony Aubin et de Jean Rivier au Conservatoire de Paris. Il assiste par ailleurs au cours d'esthétique d'Étienne Souriau à la Sorbonne et prend aussi part à Darmstadt à la conférence Internationale Ferienkurse für Neue Musik. En 1953, avec Luc Ferrari, Pierre Migaux et Yves Ramette il forme le Groupe 84. La même année, il signe son premier quatuor à cordes et rencontre la peintre américaine Grace Renzi qui deviendra sa femme. Le couple s'installe rue de la Fontaine-au-Roi. En 1954 Kantušer signe sa première symphonie, la Symphonie de chambre. En 1955 naît un fils, Borut, et le Quatuor no 1 est créé. Faute de pouvoir faire renouveler son passeport yougoslave, Kantušer reçoit le titre d'émigré. En 1957, la famille déménage à Bordeaux, Grace Renzi y ayant obtenu un poste d'enseignante dans une école de l'armée américaine. Suivant cet emploi, les Kantušer déménagent à Fontainebleau en 1959, année de la signature du deuxième quatuor à cordes.  
À Fontainebleau, vivant en bordure de forêt (Villa Bois Couvert), Kantušer renoue avec la nature, faisant de longues promenades. Au cours des années bellifontaines, le compositeur produit nombreuses pages symphoniques: le drame symphonique Sire Halewyn (1960), la Symphonie no 2 (1965), l'Ouverture de concert, le concerto pour violoncelle et celui pour flûte. En 1965, Roger Bourdin crée le concerto pour flûte qui est retransmis à la télévision (ORTF) dans une émission consacrée au compositeur. Le ballet Deux Images est créé à l'American Center. C'est dans la deuxième moitié des années 1960 que naît son amitié avec le chef d'orchestre Jean-Jacques Werner, l'organiste Georges Delvallée, et Marc Lombard, avec lesquels il aura des rapports professionnels tout au long de sa carrière. Le quatuor à cordes no 3 est créé, ainsi que la Symphonie no 2 et le drame symphonique Sire Halewyn. Trois Mélodies pour baryton et piano est enregistré pour l'ORTF. Lors de vacances, la famille prend régulièrement la route, visitant divers pays d'Europe. En été 1966, ils entreprennent un long voyage en bus à travers les USA, séjour au cours duquel Kantušer obtient la nationalité américaine. Cela lui permettra par ailleurs, muni d'un passeport, de visiter à nouveau son pays de naissance. C'est aussi en 1966 que pour la première fois une de ses pièces (Évocations pour cor et piano) sera créée et enregistrée en Slovénie. Toujours en 1966, les Éditions musicales transatlantiques (EMT) éditent la Symphonie no 2. En 1968, Kantušer devient l'instigateur et l'un des membres fondateurs de la B.I.M.C.. Dès lors son directeur, Kantušer consacre une partie considérable de son temps en cette fonction qu'il maintint pendant plus de trente ans (la BIMC porte de nos jours le nom de Bibliothèque Božidar Kantušer).
En 1970, Ouverture de concert est créé à Nice sous la direction de Jean-Jacques Werner, et Largo est créé à Trieste par le Trio Musica Rara. Le pianiste du trio est Leon Engelman avec lequel Kantušer entame une coopération professionnelle et une amitié durables. En 1971 les Kantušer quittent Fontainebleau et reviennent à Paris, habitant d'abord dans le quartier de la Bastille, puis rue de Rome, et enfin à la Cité des Arts où ils restèrent et où le couple fit beaucoup de connaissances. Par ailleurs, dans les années 1970, la famille passe souvent les étés à Grožnjan, y ayant rejoint une colonie estivale d'artistes qui font revivre ce bourg d'Istrie. Le compositeur y renouera notamment avec son ami Karel Zelenko. Les Éditions françaises de musique (EFM) éditent le concerto pour violoncelle, et en 1973, Kantušer signe la Symphonie no 3. Prélude et Fugue pour orgue est créé par Georges Delvallée auquel sera aussi dédié "How long…" en 1974. En 1974/75, dans un effort de pluri-centralisation, Kantušer réussit à ouvrir un centre BIMC en Slovénie en collaboration avec la Bibliothèque nationale et universitaire slovène (NUK), à Kamnik, ce qui l'amena à souvent voyager entre la France et la Slovénie. En 1976, il révise la Symphonie no 3 et écrit Lettres à ma femme (pour piano). En 1977, les Éditions de l'association des compositeurs slovènes (EDSS - Edicije Društva Slovenskih Skladateljev) éditent Deux images, et il signe Coexistence (no 1) qui est donné à Opatija la même année. En 1978, il organise un concert de musique de chambre à la Cité des Arts (Salle Edmond Michelet) en avant-première du cycle de concerts intitulé "Compositeurs de notre temps". Toujours en 1978, la Suite pour percussions est donnée à Radenci, au Festival de musique de chambre du XXe siècle. Cette suite est choréographiée en 1979 par Majna Sevnik pour RTV SLO sous le titre Nuit d'Été (Kresna noč).
En 1980, la symphonie no 3 est enregistrée pour RTV SLO sous la direction d'Anton Nanut et grâce à Leon Engelman une émission radiophonique d'envergure au sujet du compositeur est produite par RTV SLO, les enregistrements de ses œuvres étant souvent retransmis en Yougoslavie. À Paris, il fait connaissance de l'écrivain Godfrey Howard (Oxon) et du compositeur Griffith Rose. Signé en 1980, le quatuor à cordes no 4 est créé en 1981 par le quatuor de Zagreb et paraît sur disque microsillon. En 1981, Kantušer signe la symphonie no 4, mais il la reverra en 1983. En plus d'un cycle de concerts, la BIMC organise occasionnellement des expositions, et des présentations de diverses institutions musicales. Le couple fait plusieurs séjours à Venise et en 1983, Georges Delvallée y crée Esquisse, pour orgue, à Sant' Agnese. Naissance à Berlin en 1984 d'un petit-fils, Nicolas. En 1985 et 1986, le ballet Flamska Legenda (Légende flamande) est donné à l'Opéra de Maribor. En 1985, Kantušer écrit Eppur si mouve, pour orchestre à cordes, qui sera créé en 1986 au Cankarjev dom à Ljubljana. En 1985, il doit reconnaitre l'échec de la collaboration BIMC / NUK. Kantušer conserve un appartement à Kamnik et quitte la maison en Istrie. À Kamnik, il fréquente notamment le vétérinaire Demeter Sadnikar et poursuit aussi des relations avec l'historien d'art Jure Mikuž dont il fit la connaissance à Paris. Kantušer est en rapport avec les éditions Billaudot qui ont repris les EFM. À partir de 1986, il s'attache à la numérisation des fichiers de la BIMC. En 1987 la symphonie no 4 est enregistrée à Ljubljana sous la direction d'Anton Nanut, et Épaves est créé. En 1988, Kantušer signe le dernier de ses sept quatuors à cordes. À la fin de la décennie, le couple fait un voyage touristique artistique dans toute la Yougoslavie.

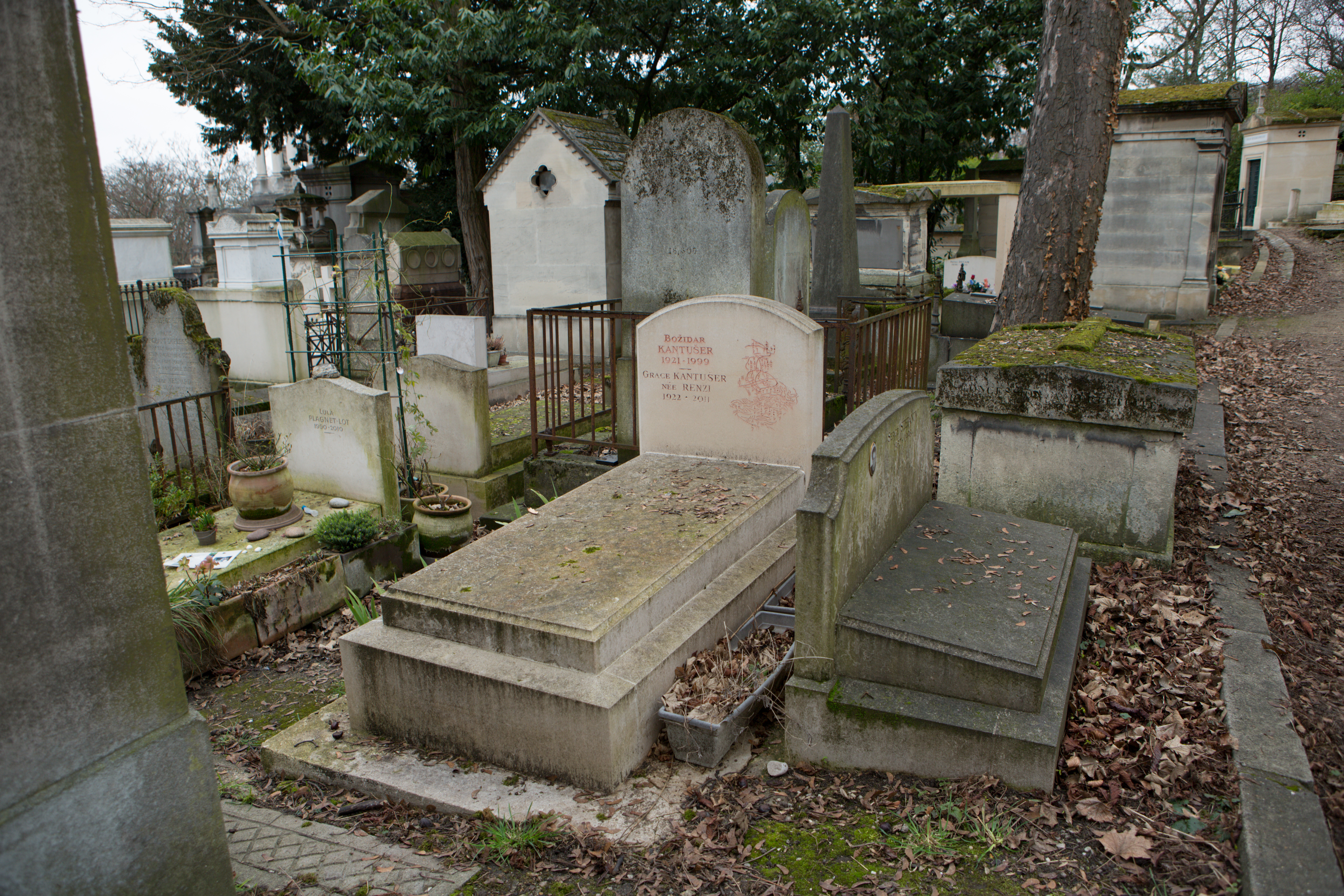
Tombe au cimetière du Père-Lachaise.

Au cours des années 1990, Kantušer et Grace Renzi font plusieurs séjours aux États-Unis, dont deux à New York, y organisant la diffusion des catalogues BIMC, mais aussi à titre personnel. Kantušer était membre de l'American Composers' Alliance - ainsi que membre de la Sacem et de SAZAS en Slovénie. La décennie voit plusieurs publications et émissions radiophoniques à son propos (notamment sur France 2), et trois CD-ROM incluant ses œuvres sont pressés en Slovénie. Il continue à organiser des concerts à la Cité des Arts et l'un d'eux, en 1992, est notamment dédié au compositeur Sergiu Natra. En 1992, Kantušer signe une version symphonique d'Épaves qui sera enregistrée par RTV SLO en 1993. Sarajevo, signé en 1993, est créé en 1995 à Vienne. Le concerto pour alto, contrebasse et orchestre date de 1994 et sera enregistré en 1996 pour RTV SLO. En 1996 a lieu à Fresnes (Ferme de Cottinville) un concert dédié à Kantušer, à l'occasion de son 75e anniversaire. Conscient de la nécessité d'un agrandissement des locaux de la bibliothèque, il est en contact à la Sorbonne avec Danièle Pistone à ce sujet. À l'occasion d'un concert en l'honneur du compositeur à la Holywell Music Room dans le cadre du Festival de musique contemporaine à Oxford, le couple entreprend un dernier voyage en commun, en 1997. En 1998, Kantušer est en pourparlers avec le ministère slovène de la culture quant à l'ouverture du centre BIMC en Slovénie, pourparlers qui s'avèrent positifs en 1999, Kantušer rencontrant le ministre Jožef Školč et le bourg de Šmartno étant choisi comme lieu d'accueil pour le centre d'information. D'autre part, les pourparlers avec la BnF s'avèrent infructueux. Božidar Kantušer meurt le 9 mai 1999 dans un hôpital parisien, à la suite d'un infarctus cérébral, à l'âge de 77 ans. 
Kantušer est enterré au cimetière du Père-Lachaise (27e division), avec Grace Renzi (Kantuser) qui mourut en 2011. Les manuscrits de ses œuvres sont conservés à la Bibliothèque du Congrès à Washington. L'opéra Dans la nuit de Noël est inachevé. Les sept quatuors à cordes furent édités par Marc Lombard. Grace Renzi initia la succession de la BIMC et grâce à Dominique Hausfater la collection est maintenant à la Médiathèque Hector Berlioz, au Conservatoire de Paris.

## Œuvres
Cette liste a été établie d'après un fac-similé des manuscrits et des catalogues du compositeur.

### Musique orchestrale

#### Symphonies et autres pièces pour orchestre seul
- Symphonie de Chambre, pour orchestre à cordes, percussion (timbales et célesta) et quatuor à cordes (1954, 21 min, édité par les éditions de l'association des compositeurs slovènes (Edicije Društva Slovenskih Skladateljev - EDSS))
- Te Deum (S, A, T, B (SATB)/2222/3220/cordes) (1956) Dédié à l'artiste Emil Wachter.
- Sire Halewyn, drame symphonique en 14 tableaux (3333/4331/timbales, percussion, célesta, harpe/cordes) (1960, 50 min, édité par EDSS) D'après la pièce de théâtre Sire Halewyn de Michel de Ghelderode. Création en 1968 par l'Orchestre symphonique de Metz sous la direction de Jean-Jacques Werner. Enregistrement en 1983 par l'orchestre symphonique de la RTV SLO sous la direction de Anton Nanut.
- Symphonie n°2 pour cordes (1965, 24 min) Édition en 1966 par les Éditions Musicales Transatlantiques (EMT) et création en 1966 par l'Orchestre philharmonique de Strasbourg sous la direction de Jean-Jacques Werner. Enregistrement en 1991 par l'orchestre symphonique de RTV SLO sous la direction de Anton Nanut.
- Ouverture de Concert pour orchestre (2222/3220/timbales, harpe/cordes) (1967 (révisé en 1992), 9 min, édité par EMT) Création en 1970 par l'Orchestre de Nice-Côte d'Azur sous la direction de Jean-Jacques Werner. Enregistrement en 1977 pour RTV SLO par l'Orchestre de l'union européenne des écoles de musique (EMU) sous la direction de Jean-Jacques Werner.
- Symphonie n°3 pour orchestre (2223/4331/timbales, percussion, célesta, harpe/cordes) (1973 (révisé en 1976), 24 min, édité par EDSS) Création (en enregistrement) en 1980 par l'orchestre symphonique de RTV SLO sous la direction de Anton Nanut.
- Coéxistence 1 pour orchestre de chambre (flûte, trombone, percussion et cordes) (1977, 12 min) Commande de RTV SLO. Création en 1977 au Festival annuel des compositeurs à Opatija, sous la direction de Uroš Lajovic. Enregistrement pour RTV SLO.
- Symphonie n°4 pour orchestre (3333/4431/timbales, 5 percussions/cordes) (1981, 20 min, édité par EDSS) Création (en enregistrement) en 1984 par l'orchestre symphonique de RTV SLO sous la direction de Anton Nanut. Donnée à l'occasion du vingtième anniversaire des Journées de la musique slovène (Festival de Ljubljana) par le même orchestre sous la direction de En Shao en 2005.
- Eppur si muove pour cordes (1985, 14 min, édité par Marc Lombard) Commande de RTV SLO. Création en 1986 par l'orchestre symphonique de RTV SLO sous la direction de Volker Rohde au Cankarjev Dom à Ljubljana (enregistrement en public). Enregistrement en 1987 par le même orchestre, sous la direction de Anton Nanut.
- Épaves II, pour récitant, mezzo-soprano, flûte, contrebasse, percussion et orchestre (2222/4230/timbales, percussion, harpe/cordes) (1992, 21 min, édité par EDSS) Poèmes de Daniel des Brosses. Enregistrement en 1993 par Jurij Souček (récitant), Sabira Hajdarović (mezzo-soprano) et l'orchestre symphonique de RTV SLO sous la direction de Nikolaj Žličar.

#### Concertos
- Musique pour violoncelle et orchestre (2221/2110/timbales, percussion/cordes) (1962, 16 min, édité par les Éditions Françaises de Musique (EFM), chez Gérard Billaudot Éditeur) Commande de l'ORTF. Création en 1973 par Germaine Teuillères et l'Orchestre de Nice-Côte d'Azur sous la direction de Pol Mule.
- Concerto pour flûte, avec orchestre à cordes et percussion (1962 (révisé en 1966), 20 min, édité par EDSS) Création télévisée (ORTF) en 1965 par Roger Bourdin et l'orchestre du Collegium Musicum de Strasbourg sous la direction de Roger Delage (l'enregistrement de l'Institut national de l'audiovisuel est précédé d'un interview du compositeur par Lucienne Bernadac). Enregistrement audio en 1968 par Fedja Rupel et l'orchestre symphonique de RTV SLO sous la direction de Samo Hubad.
- Concerto pour violoncelle et orchestre (2222/4220/timbales, percussion/cordes) (1966, 22 min, édité par EFM-Billaudot) Création en 1977 par Miloš Mlejnik et l'orchestre symphonique de RTV SLO sous la direction de Samo Hubad. L'enregistrement, qui paraîtra sur disque microsillon, reçut le prix annuel du meilleur enregistrement en Yougoslavie (le Quatuor à cordes n° 4 est sur l'autre face du disque).
- Concerto pour contrebasse, alto et orchestre (2222/4220/timbales, percussion, harpe/cordes) (1994, 22 min) Création en 1996 par Franc Avsenek (alto), Budislav Vidrih (contrebasse), et l'orchestre symphonique de RTV SLO sous la direction de Anton Nanut.

### Ballets et opéra

#### Ballets
- La Bête du Vaccarès pour flûte, percussion et orchestre à cordes (1962, 20 min) Argument d'après le roman de Joseph d'Arbaud.
- Deux Images, pour flûte, clarinette, violoncelle, piano et 2 percussionnistes (1963, 9 min, édité par EDSS en 1977) Création en 1963 au American Center à Paris par Laura Sheleen (danse et chorégraphie), Alain Marion (flûte), Cl. Rosseeuw (clarinette), Alain Menier (violoncelle), Bill Moraldo (piano), Willy Coquillat et Gaston Sylvestre (percussion), sous la direction de Keith Humble. Enregistrement en 1979 pour RTV SLO par l'Ensemble Slavko Osterc sous la direction de Ivo Petrić.
- Nuit d'Été (Kresna noč), pour 6 percussionnistes (1964, 20 min) Création en 1979 par Majna Sevnik pour la télévision slovène (RTV SLO).
- Légende Flamande (Flamska Legenda), en deux actes, pour orchestre (3333/4331/timbales, percussion, célesta, harpe/cordes) (1983, 90 min, EDSS) D'après la pièce de théâtre Sire Halewyn de Michel de Ghelderode. Première en 1985 à Maribor à l'occasion du 65e anniversaire de l'Opéra Slovène de Maribor. Représentations jusqu'en 1986. La chorégraphie est de Vlasto Dedović, Vojko Vidmar était l'étoile (Halewyn) et l'orchestre sous la direction Boris Švara.

#### Opéra
- Dans la nuit de Noël, opéra en un acte pour alto, ténor, baryton, basse, chœur mixte, actrice, récitant et orchestre (2222/4230/timbales, percussion, harpe, clavecin, piano, synthétiseur/cordes) (inachevé). D'après la nouvelle Dans la nuit de Noël d'Anton Tchekhov.

### Musique de chambre et musique soliste

#### Musique soliste
Piano
- Prélude et Fugue (1946, 7 min) Création en 1953 par Luc Ferrari à La Maison des Lettres (Sorbonne).
- Trois Pièces (1952, 7 min) Création en 1952 par Bep Geuer à l'Akademia Raymond Duncan à Paris.
- Trois Bagatelles (1953 (révisé en 1956, 5 min 30 s) Création en 1954 par Luc Ferrari à La Maison des Lettres (Sorbonne). Enregistrement pour RTV SLO en 1980 par Leon Engelman.
- Lettres à ma femme (1976, 12 min) Création en 1979 à Richmond par Voya Toncitch qui enregistre la pièce pour Radio France, également en 1979. Enregistrement en 1980 par Leon Engelman pour RTV SLO, pour une émission radiophonique consacrée au compositeur.
- Il était une fois... (1983, 1 min 30 s) Édité par Gérard Billaudot Éditeur (Panorama Piano - Volume 1)
- Hommage à Hugo Wolf (1989 (révisé en 1995), 8 min)
- East Side Dream (1994, 6 min) Création en 1997 à Paris par Bojana Karuza, à la Cité internationale des arts. Enregistrement personnel en 1997 chez Marc Lombard.

Orgue
- Prélude et Fugue (1968, 7 min, édité en 1972 par les Éditions Musicales Transatlantiques (EMT)) Dédié à Georges Delvallée qui en fait la création en 1973 au Festival d'été de Sceaux. L'œuvre est sur un disque microsillon d'orgue contemporain (Sonotec) par Georges Delvallée.
- How Long..., méditation sur le Psaume 13 (1974, 17 min, édité en 1984 par EDSS) Création en 1982 à Lille, au Festival du printemps de musique d'orgue, par Georges Delvallée (dédicataire de la pièce).
- Toccata (1983, 4 min 30 s) Création à l'enregistrement par Georges Delvallée en 2015.
- Esquisse (1984, 11 min) Création en 1983 à Venise à Sant'Agnese par Georges Delvallée.
- Cinq Préludes (1989, 17 min) Dédié à Emil Wachter. Création en 1988 à Ettlingen à l'église Saint-Martin par Georges Delvallée.

L'intégrale de l'œuvre pour orgue a été enregistrée par Georges Delvallée et fait l'objet de la parution d'un CD-Audio début 2016.
Autres
- Pour contrebasse seule (1980-81, 12 min, édité par EDSS en 1988) Création en 1982 à la Cité internationale des Arts par Borut Kantušer qui enregistre la pièce pour RTV SLO la même année).
- Conte pour violon (1981, 6 min) Création en 1981 par Tomaž Lorenz (commanditaire de la partition) la Tribune des Compositeurs à Ljubljana.
- Traces pour harpe celtique (1982, 9 min) Création (en enregistrement) par Denise Mégevand en 1982 pour Radio France.

#### Duos
- Trenutek, pour voix et piano (1951) Dédié à Veno Pilon. Le poème Trenutek (L'Instant) est de Josip Murn.
- Trois Mélodies pour baryton et piano (1959, 10 min) Poèmes de Maurice Carême. Création en 1962 par Louis-Jacques Rondeleux et Odette Pigault au piano, pour Radio France (l'émission est présentée par Jane Bathori). Enregistrement en 1989 pour RTV SLO par Samo Vremšak et Leon Engelman au piano.
- Évocations pour cor et piano (1963, 9 min, édité en 1971 par EMT) Création en 1966 pour RTV SLO par Jože Falout et Aci Bertoncelj au piano.
- Chanson, pour voix et piano (1964 (révisé en 1991), 3 min 30 s) Poême de Charles d'Orléans. Création en 1996 et enregistrement paru sur CD-ROM, par Juan Vasle (baryton) et Leon Engelman (piano) (traduction Jože Stabej).
- C'est grand peine..., pour voix et piano (1966, 4 min) Poème de Blosseville.
- Monologue pour deux, pour violon et piano (1980, 12 min, édité en 1990 par EDSS) Création en 1982 par Rodrigue Milosi (violon) et Georges Delvallée (piano), à la Cité Internationale des Arts.
- Rencontres pour contrebasse et harpe celtique (1980-81, 8 min) Création en 1981 à la Semaine Musicale de Fresnes par Borut Kantušer (contrebasse) et Denise Mégevand.
- Duo pour basson et piano (1984, 6 min) Création (en enregistrement) en 1984 pour RTV SLO, par Jože Banič (basson) et Leon Engelman (piano).
- Sospevi, pour flûte et alto (1984, 10 min) Création (en enregistrement) en 1986 pour RTV SLO, par Maja Robinšak (flûte) et Franc Avsenek (alto).
- Dialogue pour violon et orgue (1984, 12 min 30 s) Création en 1989 par Annie Jodry (violon) et Georges Delvallée à Saint-Séverin.
- 5 Chants pour flûte et violoncelle (1984, 11 min)
- Sonate pour violon et contrebasse (1987, 10 min) Création en 1996 à la Philharmonie slovène par Vera Belič (violon) et Borut Kantušer (contrebasse). Enregistrement par les mêmes en 1997 pour RTV SLO.
- Échos du silence, pour clarinette et percussion (1988, 16 min) Création en 1989 à Ljubljana par Jurij Jenko (clarinette) et Boris Šurbek (percussion).
- Interlude pour violon, harpe et violoncelle ad lib (1988, 4 min)
- Rencontre 3 pour contrebasse et piano (1989, 10 min) Création en 1989 à Križanke à Ljubljana, par Borut Kantušer (contrebasse), et Bojan Gorišek (piano). Enregistrement pour RTV SLO en 1989, par les mêmes.
- Three Moods, pour contrebasse et piano (1990, 15 min) Dédié à Gerd Reinke. Création en 1992 par Borut Kantušer (contrebasse) et Françoise Pujol (piano), à la Cité Internationale des Arts. Enregistrement personnel en 1997 chez Marc Lombard par Borut Kantušer (contrebasse) et Bojana Karuza (piano).
- East Side Dream 2, pour violon et piano (1994, 4 min)
- Improvisando 2, pour flûte en sol et piano (1995, 10 min)
- Improvisando 1, pour flûte et piano (1996, 10 min)
- Entre parenthèses, pour flûte en sol et piano (1996, 1 min 15 s)
- Iveri, pour contrebasse et piano (1997, 10 min) Création en 1998 par Borut Kantušer (contrebasse) et Bojana Karuza (piano), à la Cité Internationale des Arts.

#### Trios
- Trio pour flûte, alto et piano (1961, 13 min) Création en 1962 à la Salle Cortot par Maxence Larrieu à la flûte, Anne Queille à l'alto et Françoise Bonnet au piano.
- Largo pour clarinette, basson et piano (1969, 4 min 30 s) Commande du Trio Pro Musica Rara. Création en 1970 à Trieste (Circolo della Cultura et delle Arti) par le Trio Pro Musica Rara (Franc Tržan à la clarinette, Srečko Korošak au basson et Leon Engelman au piano).
- Trio pour violon, violoncelle et piano (1976 (révisé en 1983), 13 min 30 s, édité par Marc Lombard) Commande du Trio Lorenz. Enregistrement pour RTV SLO en 1977 par le Trio Lorenz (Tomaž, Matija et Primož Lorenz). Création en 1983 au Festival de musique de chambre du XXe siècle à Radenci par le Trio Lorenz (enregistrement en public).
- Musique pour clarinette, violoncelle et piano (1977, 10 min) Commande du Trio Pro Musica Rara. Création en 1978 par le Trio Pro Musica Rara (Franc Tržan à la clarinette, Edvard Adamič au violoncelle et Leon Engelman au piano) à la Cité internationale des arts, Paris. Enregistrement pour RTV SLO en 1981 par le Trio Pro Musica Rara.
- Approches pour clarinette, alto et piano (1979, 10 min) Création en 1985 à Nantes (Il Convito Musicale di Roma) par Lee Yih-Nigh (clarinette), Pierre-Henri Xuereb (alto), et Lucia Morabito (piano).
- 4 Esquisses pour flûte, alto et piano (1982, 13 min, édité par Marc Lombard) Création en 1982 à Kamnik par Maja Robinšak (flûte), Franc Avsenek (alto) et Leon Engelman (piano). Enregistrement en 1982 pour RTV SLO par les mêmes.
- Approches II, pour clarinette, contrebasse et piano (1987, 11 min) Création en 1989 à Križanke à Ljubljana, par Jurij Jenko (clarinette), Borut Kantušer (contrebasse), et Bojan Gorišek (piano). Enregistrement en 1989 pour RTV SLO par les mêmes.
- Trio pour violon, contrebasse et piano (1989, 13 min 30 s) Création en 1997 à la Cité internationale des arts, Paris, par Vera Belič (violon), Borut Kantušer (contrebasse), et Bojana Karuza (piano). Enregistrement en 1997 pour RTV SLO par les mêmes.
- Woodwind Trio, pour flûte, clarinette et basson (1993, 10 min) Création en 1994 à Paris (salon Musicora) par le Trio Slowind (Aleš Kacjan (flûte), Jurij Jenko (clarinette), Zoran Mitev (basson)). Enregistrement en 1994 pour le CD-ROM du Trio.

#### Quatuors à cordes
Ces sept quatuors ont été édités par Marc Lombard.
- Quatuor à cordes n° 1 (1953 (révisé en 1983), 16 min) Création en 1955 à l'Institut d'Art par Zaven Melikian, Jean Verdier, Pierre Lefebvre, Viktor Jakovčić.
- Quatuor à cordes n° 2 (1959, 17 min) Création et enregistrement en 1982 à Ljubljana, par le Quatuor de RTV SLO (Božo Mihelčič, Karel Žužek, Franc Avsenek, Stanislav Demšar).
- Quatuor à cordes n° 3 (1961, 16 min) Création en 1965 à France Culture par le Quatuor de l'ORTF (Jean Dumont, Jacques Dejean, Marc Carles, Robert Salles). Enregistrement en 1975 par le Quatuor de RTV SLO (Slavko Zimšek, Karel Žužek, Franc Avsenek, Stanislav Demšar).
- Quatuor à cordes n° 4 (1980, 20 min) Création en 1980 pour RTV SLO par le Quatuor de Zagreb (Đorđe Trkulja, Marija Cobenzl, Ante Živković, Josip Stojanović). L'enregistrement est sur une des faces d'un disque microsillon (le concerto pour violoncelle est sur l'autre face du disque).
- Quatuor à cordes n° 5 (1983, 18 min) Commande du Quatuor de RTV SLO. Création et enregistrement en 1984 par le Quatuor de RTV SLO (Božo Mihelčič, Karel Žužek, Franc Avsenek, Stanislav Demšar).
- Quatuor à cordes n° 6 (1984, 20 min 30 s) Commande du Quatuor de Zagreb. Création et enregistrement en 1984 à Ljubljana par le Quatuor de RTV SLO (Božo Mihelčič, Karel Žužek, Franc Avsenek, Stanislav Demšar).
- Quatuor à cordes n° 7 (1987-88, 20 min) Dédié à Leon Engelman. Création en 1989 par le Quatuor de RTV SLO (Monika Skalar, Karel Žužek, Franc Avsenek, Stanislav Demšar) aux Journées de la musique slovène (Festival de Ljubljana).

#### Autres ensembles
- Sonata da Camera, pour flûte, violon, violoncelle et piano (1963, 10 min) Commande du Quatuor Instrumental de Paris. Création en 1964 à la Salle Gaveau par le Quatuor Instrumental de Paris: Janine Volant-Panel (violon), Maryse Gauci (flûte), Mireille Reculard (violoncelle), Elsa Menat (piano).
- Suite en quatre mouvements pour Percussions, pour 6 percussionnistes (1964 (révisé en 1979), 20 min) Commande des Percussions de Strasbourg. Création en 1978 au Festival de musique de chambre du XXe siècle à Radenci, par l'Ensemble de percussions de Ljubljana (Boris Šurbek, Jože Mihelčič, Anton Gradišek, Darko Gorenc, Franc Krušič, Miha Juvan). Révision 1979 : Quatre Mouvements pour Percussions, pour 4 percussionnistes (18 min).
- Hommage à Igor Stravinsky, prélude pour sept instruments (clarinette, basson, trompette, trombone, percussion, violon et contrebasse) (1982, 7 min) Création en 1982 à Paris par la Camerata de Tübingen sous la direction de Alexander Šumski. Enregistrement en 1986 pour RTV SLO (ensemble dirigé par Kristijan Ukmar).
- Épaves pour récitant, mezzo-soprano, flûte, contrebasse, percussion et bande enregistrée (1987, 21 min) Poèmes de Daniel des Brosses, traduction Oblak/Pevel. Création en 1987 à la Philharmonie slovène pour les Journées de la musique slovène (Festival de Ljubljana) par I. Zavrh (récitant), Sabira Hajdarović (mezzo-soprano), Janez Petelin (flûte), Borut Kantušer (contrebasse), Boris Šurbek (percussion), Bor Turel magnétophone), sous la direction de Kristijan Ukmar. Enregistrement en 1987 pour RTV SLO par Milan Marinič (récitant), Sabira Hajdarović (mezzo-soprano), Janez Petrač (flûte), Borut Kantušer (contrebasse), Boris Šurbek (percussion), Bor Turel (magnétophone), sous la direction de Kristijan Ukmar.
- Consolamentum, pour mezzo-soprano, clarinette, percussion, piano et contrebasse (1988, 17 min) Poésie de Claude Boutet.
- Coéxistence 2, pour mezzo-soprano, clarinette, percussion, piano et contrebasse (1989, 18 min) Création en 1990 à la Philharmonie slovène par Sabira Hajdarović (mezzo-soprano), A. Zupan (clarinette), Boris Šurbek (percussion), Aci Bertoncelj (piano), Budislav Vidrih (contrebasse).
- Quintetto d'Archi, pour quintette à cordes avec contrebasse (1989, 7 min) Création en 1996 à Fresnes par des membres de l'Orchestre Léon Barzin, dans le cadre d'un concert en l'honneur des 75 ans du compositeur.
- Incantation, pour hautbois, clarinette, violon, alto et contrebasse (1992, 10 min) Création en 1994 à la Philharmonie slovène par le Prokofiev Quintet (Matej Šarc (hautbois), Jurij Jenko (clarinette), Tomaž Lorenz (violon), Svava Bernharðsdóttir (alto) et Zoran Marković (contrebasse)). Enregistrement en 1995 pour le CD-ROM du quintette.
- Sarajevo, Grabdenkmal Europas, pour contrebasse et ensemble instrumental (1993, 7 min) Création en 1995 par l'Orchestre Jean-Louis Petit à Vienne (Autriche).

## Sources
- Godfrey Howard, Paris : the essential city, Newton Abbot, David & Charles Publishers plc, 1988 (ISBN 0-7153-9153-4)
- Darja Koter, Slovenska glasba 1918 - 1991, Ljubljana, Študentska založba, 2012 (ISBN 978-961-24-2560-9)
- Franc Križnar, Sto slovenskih skladateljev, Ljubljana, Prešernova družba, Vrba, 1997 (ISBN 961-61-8628-0)
- Henrik Neubauer, Vodnik po baletih slovenskih skladateljev, Ljubljana, Forma 7, 2000, 85 p. (ISBN 961-61-8121-1)
- Paul Guth ; Jean-Marie Marcel, L'académie imaginaire. Paris, Librairie Plon, 1954.
- Marc Honegger, Dictionnaire de la musique : les hommes et leurs œuvres volume 1. Paris, Bordas, 1970.
- Krešimir Kovačević, Muzička enciklopedija, vol. 2 (2e édition). Zagreb, Jugoslavenski leksikografski zavod, 1974.
- Javornik, Marjan ; Dermastia, Alenka, Enciklopedija Slovenije, vol. 4. Ljubljana, Založba Mladinska knjiga, 1990.
- Karlin, Klemen, Božidar Kantušer und sein Orgelwerk. Wien, Universität für Musik und darstellende Kunst, 2003.
- Klemenčič, Ivan, Slovenski godalni kvartet (Le quatuor à cordes slovène). Ljubljana, Musicological Annual XXIV, 1988.